# Hyadain的單單單☆單相思-C
《Hyadain的單單單☆單相思-C》（日语：ヒャダインのカカカタ☆カタオモイ-C），是日本男音樂家、創作歌手Hyadain的第1張單曲。2011年4月27日由Lantis發行。

## 解說
同名標題曲獲得2011年4月至9月愛知電視台、千葉電視台等UHF播放電視動畫《日常》前半季片頭主題曲，及每日放送、TBS電視網晨間新聞片頭主題曲使用之外。前奏的部分也被北陸放送（MRO）電台節目《深夜的本多町Paradise》作為叮噹聲使用至今。作詞、作曲全部由主唱場合別名Hyadain的前山田健一擔任。另外該歌曲中女性聲音名叫「Hyadal子」。
整首歌氣氛是快節奏的流行音樂。在作曲時，前山田親自說明是以「接連不斷的輪流對唱」作為製作的主題。並接受動畫《日常》導演作出「輕戀描述的歌詞」的指令，所完成的「意識到春天的初戀情歌」主題之歌曲。
還有，飾演Hyadal的麻生夏子在該歌曲PV是以「Hyadal子starring 麻生夏子」名義演出。而該歌曲的影片內容最後是以描述類似春天為主題所完成。
至於B面的第2曲目「Hyadain的單單單☆單相思-F」，是將「Hyadain的單單單☆單相思-C」中的Hyadain唱的部分和Hyadal子唱的部分交換。而第3曲目「Choose me feat.佐咲紗花」，是前山田以Hyadain名義製作，將「Choose me」的初音未來名字改換成佐咲紗花。還有，前山田本身所使用的音源不是niconico動畫投稿時期，而是重新再錄製和搭配混曲，這個印象對他來說是比原曲更好。
該歌曲提案係來自niconico動畫主辦的影音投稿比賽，而且得到優勝之後還可以在Hyadain的下一部作品合作。
編舞由西田一生（西田Project）擔當。
2011年5月9日當日於Oricon週榜排行中獲得第12名。單曲初次亮相時的銷售記錄是1萬枚。

## 評價
CDJournal評語「這是一首加入了女聲Hyadal子的二重唱，卻能可以彈奏出HYPER POPS的音樂。」。

## 翻唱
- 《日常 角色歌曲 其6 麻衣之涙的阿彌陀如來》中，以水上麻衣（CV：富樫美鈴）演唱「麻衣的單單單☆單相思-梵」收錄。
- 伊藤真澄專輯《Heart of Magic Garden ～Lantis Artists Self Tribute Album～》中，以她翻唱並重新編曲「Hyadain的單單單☆單相思-C（From Heart of Magic Garden）」收錄。
- Hyadain的精選專輯《20112012（日语：20112012）》中，以野宮真貴（日语：野宮真貴）特別擔任主唱「Hyadain與野宮真貴的單單單☆單相思-F」收錄。

## 收錄歌曲
所有歌曲由前山田健一作詞、作曲、編曲。
1. Hyadain的單單單☆單相思-C [3:53]
  - 愛知電視台、千葉電視台等UHF電視動畫《日常》前半季片頭主題曲
  - 每日放送、TBS電視網晨間新聞片頭主題曲
2. Hyadal子的單單單☆單相思-F [3:52]
3. Choose me feat.佐咲紗花 [3:59]
主唱：Hyadain、佐紗花
4. Hyadain的單單單☆單相思-C（without Hyadal子）（ヒャダインのカカカタ☆カタオモイ-C（without ヒャダル子））
5. Hyadain的單單單☆單相思-C（without Hyadain）（ヒャダインのカカカタ☆カタオモイ-C（without ヒャダイン））
6. Hyadain的單單單☆單相思-C（off vocal）
7. Choose me feat.佐咲紗花（off vocal）

## 收錄專輯
| 曲名                     | 收錄專輯     | 發行日期       |
| ------------------------ | ------------ | -------------- |
| Hyadain的單單單☆單相思-C | 《20112012》 | 2012年11月28日 |

## 腳註

## 外部連結
- Lantis官方網站的歌曲介紹頁面 （页面存档备份，存于） （日語）